# Diaea zonura
Diaea zonura es una especie de araña cangrejo del género Diaea, familia Thomisidae. Fue descrita científicamente por Thorell en 1892.

## Distribución
Esta especie se encuentra en Indonesia (Java y Sumatra).